# Charles Moreau (syndicaliste)
Pour les articles homonymes, voir Charles Moreau.
Charles Moreau né le 10 mars 1891 à Chailly-en-Bière (Seine-et-Marne), mort le 3 octobre 1976 à Châtellerault, était un syndicaliste français des PTT.